# Noriko Hidaka

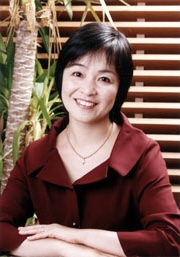
Noriko Hidaka

Noriko Hidaka (jap. 日高/日髙 のり子, Hidaka Noriko, bürgerlich: Noriko Nagai (永井 範子, Nagai Noriko); * 31. Mai 1962 in Chiyoda, Tokio als Noriko Itō (伊東 範子, Itō Noriko)) ist eine japanische Schauspielerin, Sängerin und Synchronsprecherin (Seiyū).

## Biografie
Sie besuchte die Fujimi-Grundschule von Chiyoda (千代田区立富士見小学校, Chiyoda-kuritsu Fujimi shōgakkō), dann die Kudan-Mittelschule von Chiyoda (千代田区立九段中学校, Chiyoda-kuritsu Kudan chūgakkō) und schließlich die Shōei-Mädchen-Gakuin-Oberschule (頌栄女子学院高等学校, Shōei joshi gakuin kōtō gakkō). Bereits als Kind sammelte sie Schauspielerfahrungen. Als Oberschülerin sang sie im Januar 1980 den Vorspann zum Anime Futago no Monchhichi (ふたごのモンチッチ, Futago no Monchitchi), der auch als ihre erste Single veröffentlicht wurde. Sie besuchte eine Kurzhochschule, brach diese aber ab. Am 1. Dezember 1980 hatte sie mit Hatsukoi Sunshine ihr Debüt als Idol. 1982 war sie in einem japanischen TV-Werbespot für Nivea Skin Milk zu sehen. 1984 hatte sie ihre erste Rolle als Synchronsprecherin in Chōjikū Kidan Southern Cross. Größere Bekanntheit als Synchronsprecherin erlangte in der weiblichen Hauptrolle in der zwischen 1985 und 1987 laufenden Verfilmung des Manga Touch. 1992 heiratete sie den Radioregisseur Kōichi Nagai (永井 浩一, Nagai Kōichi) und bekam 1996 einen Sohn.
Mit ihren Synchronsprecherkolleginnen von Ranma ½ Kikuko Inoue, Megumi Hayashibara, Rei Sakuma und Minami Takayama bildete sie die Musikgruppe DoCo und ohne Takayama die Musikgruppe Ties.
Als Synchronsprecherin arbeitete sie von 1996 bis 2006 für 81 Produce. Am 19. Januar 2009 gründete sie mit Yūji Mitsuya ihre eigene Agentur Combination.
Zusammen mit dem Radiosprecher Futoshi Hasegawa hat sie seit dem 14. April 1991 eine gemeinsame, wöchentliche Radiosendung auf dem Sender Bunka Hōsō namens Nonko to Nobita no Anime Scramble (ノン子とのび太のアニメスクランブル), die am 12. Juni 2010 ihre 1000. Folge feierte.

## Rollen (Auswahl)

### Anime
- 1984: Chōjikū Kidan Southern Cross (Musica) – Debüt
- 1985: Touch (Minami Asakura)
- 1985: Ninja Senshi Tobikage (Renny Ai)
- 1987: D’Artagnan und die drei Musketiere (Constance)
- 1987: Tsuide ni Tonchinkan (Kanko Shirai)
- 1988: Mein Nachbar Totoro (Satsuki Kusakabe)
- 1988: Salamander (Stephanie)
- 1989: Time Patrol Bon (Yumiko Yasukawa)
- 1989: Peter Pan no Bōken (Peter Pan)
- 1989: Ranma ½ (Akane Tendō)
- 1989: Gunbuster (Noriko Takaya)
- 1990: Die Macht des Zaubersteins (Jean)
- 1991: Honō no Tōkyūji: Dodge Dampei (Dampei Ichigeki)
- 1992: Boyfriend (Kanako Yūki)
- 1992: Chirorin-mura Monogatari (Tompei)
- 1992: Spirit of Wonder (Miss China)
- 1993: Aoki Densetsu Shoot! (Kazumi Endō)
- 1994: Akazukin Chacha (Shiine)
- 1995: Oz Kids (Dot)
- 1995: Tobe! Isami (Sōshi Yukimi)
- 1995: Totsuzen! Neko no Kuni Banipal Witt (Prinzessin Buburina)
- 1996: Harimogu Harley (Harley)
- 1998: Bakusō Kyōdai Let’s & Go!! (Retsuya Ichimonji)
- 1998: Kashō no Tsuki (Kagetsu)
- 2000: Inu Yasha (Kikyō)
- 2003: Sakura Taisen: École de Paris, Le Nouveau Paris (Erica Fontaine)
- 2004: Nanami-chan (Yōko Aoba)
- 2004: Pokémon 7 – Destiny Deoxys (Tory)
- 2007: Death Note (Near)
- 2009: Chi’s Sweet Home (Mutter)
- 2012: Detektiv Conan (Masumi Sera)

### Spiele
- Croket! (Anchovie)
- Grandia (Feena)
- Rumble Roses (Reiko Hinomoto)
- Sakura Taisen (Erica Fontaine)
- Super Robot Taisen (Miina Likering u. a.)

## Diskografie

### Alben
- Minami no Seishun (南の青春)
- Minamikaze ni Fukarete (南風に吹かれて)
- Personal (パーソナル, Pāsonaru)
- Asakura Minami Touch in Memory (浅倉南 Touch in Memory)
- Personal 2 (パーソナル2, Pāsonaru 2)
- Hidaka Noriko Best (日高のり子 Best)
- Otakara Song Book (お宝ソングブック, Otakara Songu Bukku)
- Paradise (パラダイス, Paradaisu)
- Mega Babe
- Breath of Air
- Kazumi (als Kazumi Endō)
- Nonko
- Time Capsule (タイムカプセル, Taimu Kapuseru)

### Singles
- Futago no Monchhichi no Uta (ふた子のモンチッチのうた, Futago no Monchichi no Uta; als Noriko Itō (いとう のりこ)[4])
- Hatsukoi Sunshine (初恋サンシャイン, Hatsukoi Sanshain)
- Mō Ichido – Black Coffee (もう一度・ブラックコーヒー, Mō Ichido – Burakku Kōhī)
- Hitotsubu no Namida (ひとつぶの涙)
- Tokimeki wa Forever (ときめきは Forever)
- Ultima – Hitomi no Knife (ウルティマ 〜瞳のナイフ〜, Urutima – Hitomi no Naifu)
- Shiokaze no Circuit / Try to Jump (潮風のサーキット / Try to Jump, Shiokaze no Sākitto)
- Anata ga Uchū – By My Side (あなたが宇宙 〜By My Side〜)
- Watashi Datte (私だって; als Kazumi Endō)
- Be Natural / Megami ga Kureta Ichibyō (Be Natural / 女神がくれた一秒)
- Ashita e no Tsubasa / Niji no Kanata (未来への翼 / 虹の彼方)
- Mafuyu no Nagareboshi (真冬の流れ星; für With You, einer Charity-Gesellschaft die Geld für das Erdbeben von Kōbe 1995 sammelte)

## Bibliografie
- Nonko. Shufunotomosha, Tokio 1999, ISBN 4-07-225667-6.